# Tomoplagia vernoniae
Tomoplagia vernoniae
 es una especie de insecto del género Tomoplagia de la familia Tephritidae del orden Diptera. 
Erich Martin Hering la describió científicamente por primera vez en el año 1938.